# O-1918
O-1918是一种人工合成的有机化合物，分子式C19H26O2，化学结构上与大麻二酚相似，可作为前孤儿受体G蛋白偶联受体GPR18和GPR55的受体拮抗剂。